# Honeyville
Honeyville is een plaats (city) in de Amerikaanse staat Utah, en valt bestuurlijk gezien onder Box Elder County.

## Demografie
Bij de volkstelling in 2000 werd het aantal inwoners vastgesteld op 1214.
In 2006 is het aantal inwoners door het United States Census Bureau geschat op 1316, een stijging van 102 (8,4%).

## Geografie
Volgens het United States Census Bureau beslaat de plaats een oppervlakte van
30,4 km², geheel bestaande uit land. Honeyville ligt op ongeveer 1310 m boven zeeniveau.

## Plaatsen in de nabije omgeving
De onderstaande figuur toont nabijgelegen plaatsen in een straal van 12 km rond Honeyville.